# Спенсер, Уильям, 2-й барон Спенсер из Уормлитона
Уильям Спенсер, 2-й барон Спенсер из Уормлитона (январь 1591 — 19 декабря 1636) — английский дворянин, политик и пэр из рода Спенсеров.

## Биография
Младший (второй) сын Роберта Спенсера, 1-го барона Спенсера из Уормлитона (1570—1627), и его жены, Маргарет Уиллоуби (ок. 1564—1597).
4 января 1591 года он был крещен в Брингтоне (графство Нортгемптоншир). В 1607 году учился в Колледже Магдалены в Оксфорде. В 1614 году Уильям Спенсер был избран членом Палаты общин от Бракли. Дважды избирался депутатом парламента от Нортгемптоншира в 1620—1622, 1624—1627 годах.
С 6 мая 1618 по 1621 год Уильям Спенсер занимал должность заместителя лейтенанта Нортгемптоншира. 25 октября 1627 года после смерти своего отца Роберта Спенсера Уильям унаследовал титул 2-го барона Спенсера из Уормлитона.
19 декабря 1636 года скончался в возрасте 44 лет. Он был похоронен 27 декабря 1636 года в Брингтоне (Нортгемптоншир). Ему наследовал его старший сын, Генри Спенсер, 3-й барон Спенсер из Уормлитона (1620—1643). Его младший сын, достопочтенный Роберт Спенсер, в 1685 году получил титул виконта Тевиота. Его дочь Маргарет стала третьей женой видного государственного деятеля, Энтони Эшли Купера, 1-го графа Шефтсбери.

## Семья
В 1615 году лорд Спенсер женился на Леди Пенелопе Ризли (до 1598—1667), дочери Генри Ризли, 3-го графа Саутгемптона (1573—1624), и Элизабет Вернон (1573—1655). Супруги имели трех сыновей и трех дочерей:
- Элизабет Спенсер (февраль 1617/8 — 11 августа 1672), 1-й муж с 1634 года Джон Крейвен, 1-й барон Крейвен из Ритона (1610—1647), 2-й муж с 1648 года Генри Говард (ок. 1620—1663), сын Томаса Говарда, 1-го графа Беркшира, 3-й муж — Уильям Крофтс, 1-й барон Крофтс из Саксхэма (ум. 1677)
- Генри Спенсер, 1-й граф Сандерленд (октябрь 1620 — 20 сентября 1643)
- Уильям Спенсер
- Алиса Спенсер (29 декабря 1625 — между 1696 и 1712), жена Генри Мура, 1-го графа Дрогеды (ум. 1675/1676)
- Маргарет Спенсер (1627—1693), жена с 1655 года Энтони Эшли Купера, 1-го графа Шефтсбери (1621—1683)
- Роберт Спенсер, 1-й виконт Тевиот (1629 — 20 мая 1694).